# Katelijnepoort

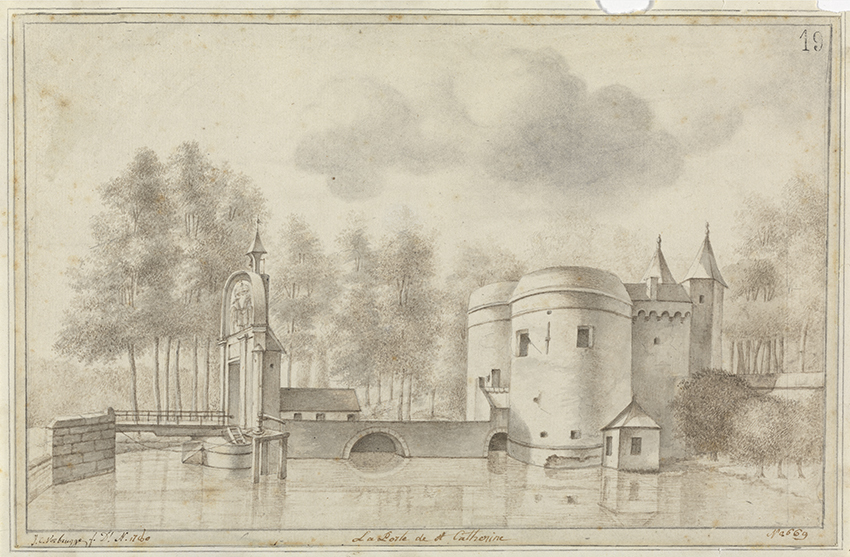
La Katelijnepoort nel 1780, disegno di Jan Karel Verbrugge (Groeningemuseum).

Il Katelijnepoort era una porta di Bruges. Si trovava alla fine di Katelijnestraat. Seppur la porta non sia più presente, il nome della porta è tuttora utilizzato per il luogo in cui si trovava. A Katelijnepoort si trova un ponte girevole sul Ringvaart, il ponte Katelijnpoortburg.

## Storia

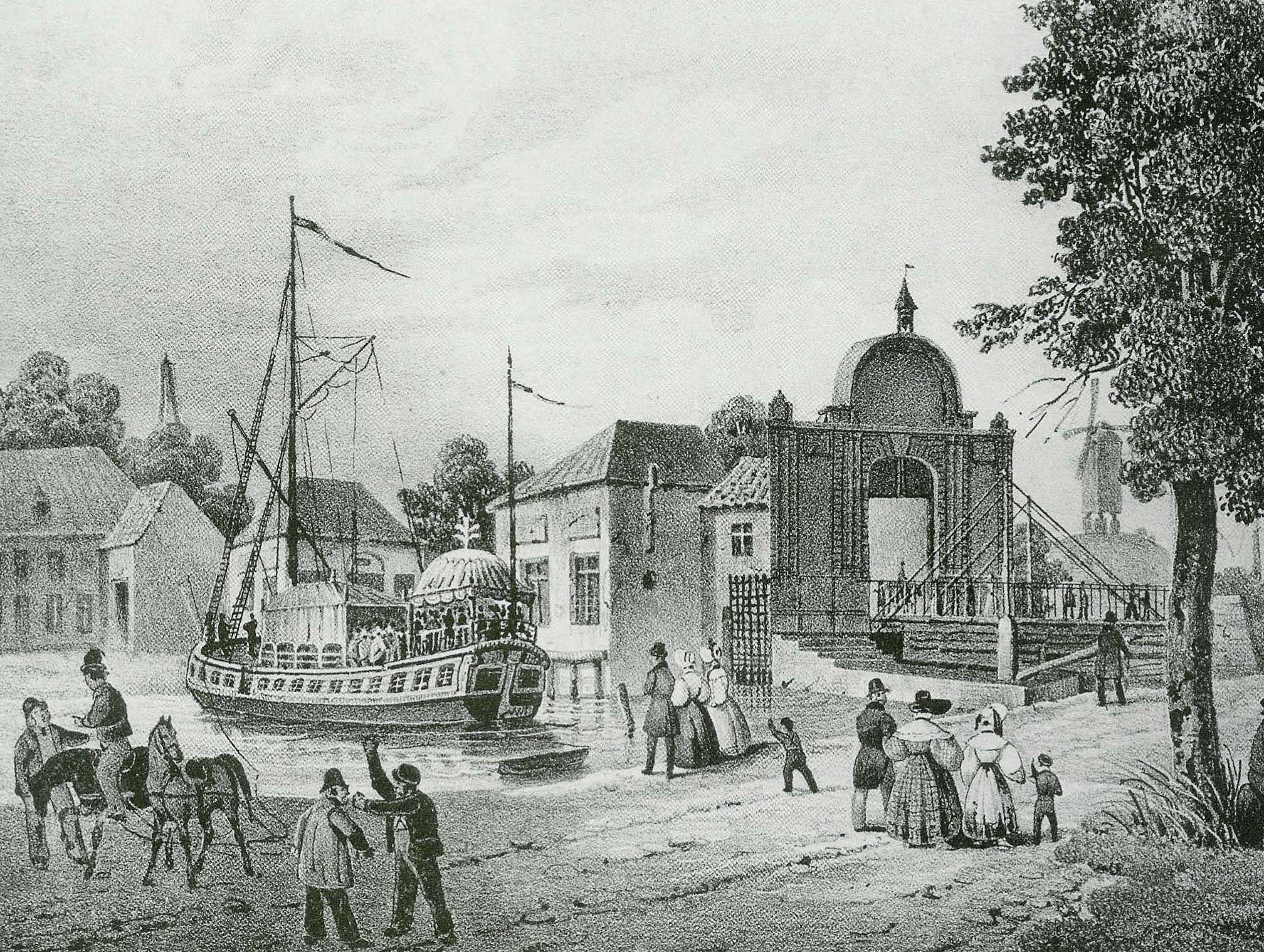
La Katelijnepoort nel 1831

Katelijnepoort è la porta da cui partiva la strada che da Bruges portava in direzione di Courtrai. Era una delle porte che facevano parte della seconda cinta muraria, costruita nel 1297. La porta conduceva alla Parrocchia di Santa Caterina, la cui chiesa si trovava fuori dalle mura cittadine. La chiesa fu demolita nel 1578, ma la porta mantenne comunque il nome.
La porta fu demolita nel 1382 dopo che Bruges fu sconfitta dagli abitanti di Gand nella battaglia sul Beverhoutsveld. La porta fu demolita per ordine di Philip van Artevelde che comandava i Gandesi. La porta fu poi ricostruita all'inizio del XV secolo in pietra bianca sotto la guida di Jan van Oudenaarde e Martin van Leuven . Il cancello anteriore è stato ricostruito nel 1753. La porta interna fu demolita nel 1782; il resto del complesso seguì la stessa sorte nel 1862.